# اشتباكات الأقصى 2023
اشتباكات الأقصى 2023 أو مواجهات القدس 2023 هي اشتباكاتٌ بدأت بتوترٍ بين المصلين الفلسطينيين والشرطة الإسرائيليّة في 5 نيسان/أبريل 2023 نتيجة محاولة عددٍ من المستوطنون الإسرائيليون الذين خطَّطُوا لإحياء التقليد التوراتي المتمثل في التضحية بالماعز داخل باحات المسجد الأقصى في عيد الفصح المميّز لدى اليهود، والذي تزامنَ مع شهر رمضان المميّز لدى المسلمين وأسبوع الآلام المميّز هو الآخر لدى المسيحيين.
أدت الاشتباكات إلى إصابة عددٍ من الفلسطينيين وقامت الشرطة الإسرائيلية باعتقال 400 منهم في ساحة الأقصى. أدت هذه الحوادث إلى تصعيد التوترات بين الإسرائيليين والفلسطينيين ولفتت الانتباه الدولي إلى الصراع الدائر في المنطقة. ترافقت هذه التوترات مع اشتباكات خفيفة بين فصائل المقاومة العسكريّة في غزة وبين إسرائيل، كما كاد الأمر أن يتطوَّر حين حصلت اشتباكاتٌ خفيفة بين لبنان وإسرائيل. فُسّرت هذه الاشتباكات وعمليات إطلاق الصواريخ المتفرّقة على أنها ردٌّ من الفصائل الفلسطينيّة في جنوب لبنان وفي قطاع غزّة على الاقتحامات المتكرّرة للأقصى من طرفِ المستوطنين بحمايةٍ من الجيش الإسرائيلي.

## خلفية
وقعت الاشتباكات خلال فترةٍ تصاعدَ فيها التوتر بين الإسرائيليين والفلسطينيين بسبب تزامنِ شهر رمضان وعيد الفصح اليهودي وأسبوع عيد الفصح المسيحي، حيثُ قام عدد من المستوطنون الإسرائيليون بمحاولة الدخول إلى باحات المسجد الأقصى وذبح القرابين. تصاعدت التوترات أكثر مع دعوة وزير الأمن القومي إيتمار بن غفير الجماعات اليهودية إلى الذهاب إلى المسجد الأقصى خلال عيد الفصح ولكن دون ذبحِ القرابين.

## الاشتباكات
بدأت الاشتباكات بعد أن تحصَّن المئات من المصلين الفلسطينيين في باحات المسجد الأقصى بعد صلاة العشاء وقام المصلون باتخاذ هذا الإجراء وسط مخاوف من محاولة متطرفين يهود التوجه إلى المسجد الأقصى لأداء قرابين عيد الفصح. داهمت شرطة الاحتلال المسجد بملابس مكافحة الشغب وألقوا قنابل الصوت، وأطلقوا الرصاص المطاطي، وضربوا فلسطينيين على الأرض بالهراوات مما أدى إلى إصابة ما لا يقلُّ عن 50 شخصًا واعتقال 400 آخرين.

## ردود الفعل
- الاتحاد الأوروبي: قال المتحدث باسم الاتحاد الأوروبي للشؤون الخارجية للاتحاد الأوروبي بيتر ستانو إنَّ الاتحاد الأوروبي «يشعرُ بقلقٍ عميق» من أعمال العنف في المسجد الأقصى في القدس، ودعا جميع الأطراف إلى التحلي بضبط النفس في أوقات الأعياد الدينية.[7]
- تركيا: ندد زعيم حزب الشعب الجمهوري التركي كمال كليجدار أوغلو بالاعتداء على المصلين الفلسطينيين.[8]
- الكويت: استنكر أمير الكويت نواف الأحمد الجابر الصباح «العدوان الإسرائيلي على المسجد الأقصى المبارك».[9]
- كندا: أعرب رئيس الوزراء الكندي جاستن ترودو عن قلقه ودعا إلى وقف تصعيد العنف.[9]
- الإمارات العربية المتحدة: أدانت الإمارات العربية المتحدة في بيان صادر عن وزارة الخارجية والتعاون الدولي «بشدة اقتحام الشرطة الإسرائيلية للمسجد الأقصى» وأكدت على المصلين عدم تحصين أنفسهم داخل المسجد ودور العبادة.[10]
- عُمان: أصدرت وزارة الخارجية العمانية بيانًا شجبت فيه واستنكرت اقتحام قوات الاحتلال الإسرائيلي للمسجد الأقصى.[11]